# Milan Šíma
Milan Šíma (* 14. března 1962) je český novinář a odborník na nová média, videozpravodajství a internet. Vyučuje na Katedře žurnalistiky FSV Univerzity Karlovy a spolu s Milošem Čermákem řídí Centrum pro média, občanské sdružení, které se zabývá výrobou audiovizuálních pořadů a vzděláváním v oblasti žurnalistiky.
Vystudoval Vysokou školu ekonomickou v Praze. Byl redaktorem České televize a poté Tv Premiéra, od roku 1997 TV Prima, přičemž na obou uváděl řadu pořadů: v ČT to byly Duel, Události a komentáře, Aréna, Nadoraz, Naostro či Bez obalu, na Premiéře a později Primě moderoval pořad Akta /Akta 97 a také hlavní diskusní pořad Partie. Působil i v televizi Z1.
Zaměřuje se na nová média, internet a videoobsah v médiích. Dva roky byl šéfredaktorem videoobsahu pro nakladatelství Economia, kde dramaturgicky a obsahově dohlížel na pořady pro internet. V Seznamu, který své videozprávy spustil v roce 2016, se opět věnuje přípravě nových formátů a pořadů.
Ve volném čase hraje tenis. Byl členem pražských klubů I. ČLTK (do roku 2009), poté TC/SK Hamr (do roku 2012) a od roku 2019 je hráčem TK Montáže.